# وكالة أنباء فارس
وكالة أنباء فارس (بالفارسية: خبرگزاری فارس) هي وكالة أنباء إيرانية شبه رسمية، ولكنها تعلن نفسها كوكالة مستقلة رائدة في إيران.
تقدم الوكالة الأخبار، عدا اللغة الفارسية، باللغات العربية والتركية والإنكليزية. https://ar.farsnews.ir/

## حجب موقع فارس
تم حظر "farsnews.com" الذي تملكه الوكالة بأمر من وزارة الخزانة الأميركية، في حين لم تعلن واشنطن أي موقف بهذا الخصوص.
في حين أعلنت الوكالة لاحقاً أنها تلقت رسالة بريدية من قِبل المزود الدولي للنطاق، تشرح بأن القرار جاء طبقا لـ«تعليمات صادرة عن وزارة الخزانة الأميركية حيث وضعت الوكالة في قائمة SDN».